# جیمز وینسنت دوهیگ
جیمز وینسنت دوهیگ (۱۸۸۹–۱۹۶۳) آسیب‌شناس استرالیایی بود.

دکتر جیمز وینسنت دوهیگ، ج. ۱۹۴۰

در بریزبن، او اولین آزمایشگاه‌های آسیب‌شناسی را در بیمارستان متر میسریکوردی و بیمارستان عمومی بریزبن تأسیس کرد.
او برای ایجاد یک دانشکده پزشکی در کوئینزلند (در حال حاضر دانشکده پزشکی دانشگاه کوئینزلند ماین) با موفقیت مبارزه کرد. او اولین استاد آسیب‌شناسی دانشگاه کوئینزلند از سال ۱۹۳۸ تا ۱۹۴۷ بود. او بانک خون صلیب سرخ را در کوئینزلند تأسیس کرد.او رئیس استرالیا انجمن آسیب شناسان بالینی بود و برای تأسیس کالج آسیب شناسان استرالیا مبارزات انتخاباتی انجام داد.
دوهیگ همچنین به عنوان یک هنرپیشه و منتقد شناخته شد که برای تهه بولتن، و رئیس انجمن هنری سلطنتی کوئینزلند ۱۹۳۷_۱۹۴۶ نوشت. او مجموعه ای از کتاب‌ها را به مجموعه دارنل، دانشگاه کوئینزلند اهدا کرد.
او برادرزاده جیمز دوهیگ، اسقف اعظم کاتولیک رومی بریزبن بود، اما این رابطه برای اسقف اعظم مشکل ساز بود، زیرا برادرزاده او یک خردگرای سکولار بود.
1. ↑  Wikipedia. «en».
2. ↑  «موزه آرشیو آنلاین دانشکده پزشکی». ۲۷ مارس ۲۰۲۰.
3. ↑  Leggett, C. A. C. (1981). "Duhig, James Vincent (1889–1963)". Australian Dictionary of Biography. Vol. 8. Canberra: National Centre of Biography, Australian National University. ISBN 978-0-522-84459-7. - (identifier)?_x_tr_sl=en&_x_tr_tl=fa&_x_tr_hl=fa&_x_tr_pto=wa ISSN 1833-7538. OCLC 70677943. Retrieved 17 January 2025.
4. ↑  «"جیمز وینسنت دوهیگ"». ۲۶ سپتامبر ۲۰۱۴.
5. ↑  «The Flood Tide». ۱۹۶۲.
6. ↑  Duhig, James V. (1 December 1962). "Coburn's Answer". The Bulletin. 85 (4319). Duhig, James V. (6 October1962). "Exquisite Feint". The Bulletin, 84 (4312).
7. ↑  Alan McCulloch (1968). Encyclopedia of Australian Art. Hutchinson. -(identifier) ISBN 0090814207.
8. ↑  «James Vincent Duhig». ۲۰۱۴.

- مشارکت‌کنندگان ویکی‌پدیا. «James Vincent Duhig». در دانشنامهٔ ویکی‌پدیای انگلیسی، بازبینی‌شده در ۲۵ ژانویه ۲۰۲۵.